# Per Månsson i Backa
Per August Månsson (i riksdagen kallad Månsson i Backa), född 7 december 1857 i Norra Härene församling, död 8 maj 1931 i Lindärva församling, var en svensk lantbrukare och politiker. Han var ledamot av riksdagens andra kammare 1918–1921, 1922–1924 och tillhörde bondeförbundet. I riksdagen skrev han fyra egna motioner om bland annat jordbruk och statsanställdas löneförhållanden.